# Адамсон, Уильям
Уильям Адамсон (англ. William Adamson, 2 апреля 1863 — 23 февраля 1936) — британский политик, лидер Лейбористской партии Великобритании.
Родился в Шотландии, с одиннадцати лет работал в горной промышленности. С 1894 г. Адамсон занимал различные руководящие должности в профсоюзе.
Увлекшись политикой, Адамсон вступил в Либеральную партию, но впоследствии перешёл к лейбористам. При их пооддержке он в 1905 г. был избран в совет графства, а в 1910 г. — в Палату общин. С января по ноябрь 1924 г. и в 1929—1931 гг. Адамсон был министром по делам Шотландии. В 1931 г. он лишился места в парламенте, попытки возобновить политическую карьеру были неудачны.